# 陳瑞光 (臺灣)
陳瑞光（1988年—2014年9月15日），臺灣社會運動人士，於太陽花學運中擔任翻譯組長。就讀國立臺灣大學法研所公法組三年級，精通中、英、日、德、法、拉等多種語言。2014年9月15日騎機車從新北市行駛北宜公路往宜蘭縣途中，打滑失控衝撞護欄飛落下邊坡，送醫後不治。。
陳瑞光來自苗栗竹南，高中到新竹念書時，漸漸感到城鄉落差，大學到了台北，更深刻感受社會資源分配不均，一腳踏入反媒體壟斷等各種公民運動。學運期間，陳瑞光領導八十人團隊的外媒小組，翻譯民間版兩岸協議監督條例。有十二人在議場內輪班，全天候即時發送英、日、德、法、荷、韓、葡萄牙、西班牙及阿拉伯文等國語言新聞稿、同步翻譯，並聯繫國外媒體採訪，爭取國際輿論支持。